# Sarbinowo Drugie
Sarbinowo Drugie (deutsch: Gut Sarbinowo) ist ein Weiler in der Woiwodschaft Kujawien-Pommern in Polen. Er gehört zu der Stadt-und-Land-Gemeinde Janowiec Wielkopolski im Powiat Żniński und liegt auf einer Höhe von etwa 95 Metern über dem Meeresspiegel.

## Geographie
Das Verwaltungszentrum der Gemeinde in der Kleinstadt Janowiec Wielkopolski ist etwa 7,5 Kilometer in nordwestlicher Richtung von Sarbinowo Drugie entfernt. Haupteinnahmequelle des Dorfes ist die Landwirtschaft. Da die Region um das Dorf viele Seen und Flüsse hat, bildet auch der Tourismus eine sich immer stärker entwickelnde Einnahmequelle für die Einwohner.

## Geschichte
Die Nationalsozialisten änderten den slawischen Namen Sarbinowo in Gut Scharnhorst, wahrscheinlich nach dem preußischen General Gerhard von Scharnhorst. Der Namenszusatz Drugie ist polnisch und bedeutet einfach anderes oder zweites Sarbinowo, da im Powiat Żniński noch ein weiteres Sarbinowo von insgesamt acht gleichnamigen Orten in ganz Polen existiert.